# 3130 Hillary
3130 Hillary eller 1981 YO är en asteroid i huvudbältet som upptäcktes den 20 december 1981 av den tjeckiske astronomen Antonín Mrkos vid Kleť-observatoriet i Tjeckien. Den är uppkallad efter den nyzeeländska bergsbestigaren Edmund Hillary.
Asteroiden har en diameter på ungefär 13 kilometer och den tillhör asteroidgruppen Nysa.